# Davča (Železniki)
Davča (Duits: Dautscha) is een plaats in Slovenië en maakt deel uit van de gemeente Železniki in de NUTS-3-regio Gorenjska. De plaats telde 307 inwoners op 1 januari 2020.

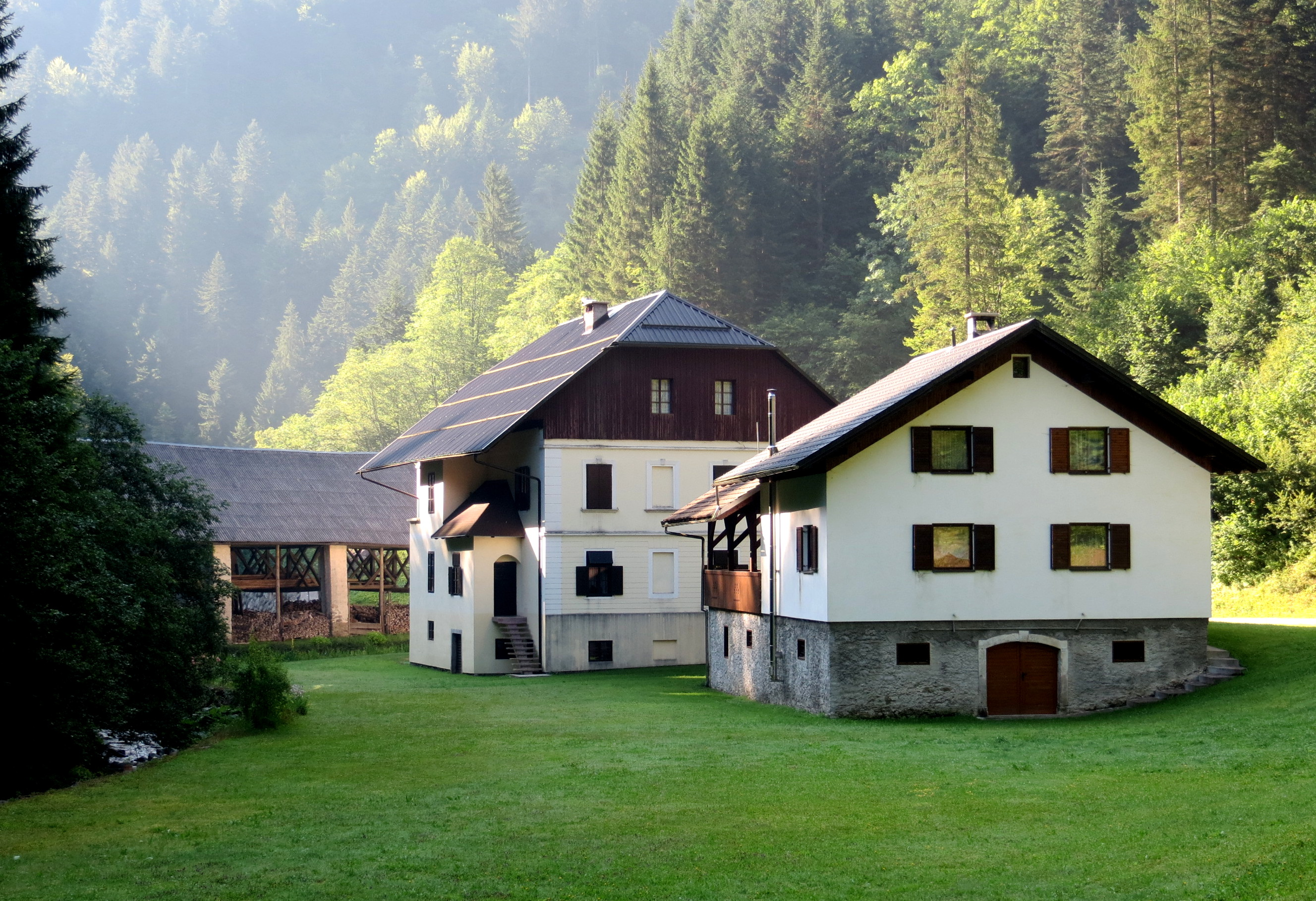
Woning in de buurt van Davča